# セバスキー陸上複座戦闘機
A8V1 セバスキー陸上複座戦闘機
朝日新聞社に払い下げられた「汐風号」
- 用途：戦闘機
- 分類：複座戦闘機
- 設計者：アレクサンダー・カートヴェリ
(Alexander Kartveli)
- 製造者：セヴァスキー・エイヴィエーション社
- 運用者： 大日本帝国海軍
- 初飛行：1935年8月15日
- 生産数：20機
- 運用状況：退役

セバスキー陸上複座戦闘機（セバスキーりくじょうふくざせんとうき）は、セヴァスキー社が製造し、日本海軍が1937年に20機輸入して使用した複座戦闘機。
アメリカ陸軍制式の戦闘機P-35の複座型。連合軍によるコードネームはDick（ディック）。

## 概要
1937年の盧溝橋事件以降、日中間の戦闘が激化するにつれ、九六式陸上攻撃機等の爆撃機の損害の拡大を憂慮した日本海軍は、基地防衛の局地戦闘機や陸上から運用する護衛戦闘機を急遽輸入によってまかなう方針を立てた。前者として導入されたのがハインケル112型陸上戦闘機（A7He1）であり、後者が本機（A8V1）である。いずれも試験のための輸入でなく、制式機としての輸入であったことは、海軍の付与する記号の2桁目が通常試験機に与えられる「X」でなく、零戦（当時「十二試艦上戦闘機」）の「A6M」に続く数字であることからもうかがえる。
本機の原型のP-35はアメリカ陸軍初の全金属製・引込脚（ただし半引込）・密閉式風防の戦闘機であり、本機はそれに後部銃手を追加したものである。アメリカでの型番は2PA-B3。
1937年、日本海軍は本機を20機輸入し、攻撃隊援護のため中国大陸に派遣されたものの戦闘機としては使いものにならず、後に陸上偵察機として転用された。また、朝日新聞に2機（汐風号J-BAAN、海風号J-BAAQ）、東京日日新聞に1機払い下げられている。

## スペック
- 乗員：2名
- 全長：7.75 m
- 全幅：10.9 m
- 主翼面積：20.45 m2
- 空虚重量：1,900 kg
- 全備重量：2,920 kg
- 動力：P&W R1820-G3B
- 出力：1,000 hp
- 最大速度：490 km/h
- 巡航速度：435 km/h
- 航続距離：1,930 km
- 実用上昇限度：9,150 m
- 武装：毘式7.7mm機関銃（機首固定） ×2、留式7.7mm機関銃（後方旋回） ×1